# 7144 Dossobuono
A 7144 Dossobuono (ideiglenes jelöléssel 1996 KQ) a Naprendszer kisbolygóövében található aszteroida. Madonna di Dossobuono fedezte fel 1996. május 20-án.